# Torrijos (Toledo)
Torrijos ist eine Stadt und eine zentralspanische Gemeinde (municipio) mit 14.099 Einwohnern (Stand: 2024) in der spanischen Provinz Toledo der Autonomen Region Kastilien-La Mancha; sie ist der Hauptort der gleichnamigen Comarca.

## Lage und Klima
Die Stadt Torrijos liegt in einer fruchtbaren Talsenke gut 30 km nordwestlich von Toledo bzw. ca. 80 km südwestlich von Madrid in einer Höhe von ca. 530 m. Die Stadt ist über die A-40 (Autovía de Castilla-La Mancha) und die Eisenbahnstrecke Madrid–Cáceres gut an den Großraum Madrid angebunden. Das Klima im Winter ist rau, im Sommer dagegen trocken und warm; der spärliche Regen (ca. 380 mm/Jahr) fällt überwiegend in den Wintermonaten.

## Bevölkerungsentwicklung
| Jahr      | 1857  | 1900  | 1950  | 2000   | 2017   |
| Einwohner | 2.599 | 2.923 | 4.432 | 10.041 | 13.295 |

Seit der Mitte des 19. Jahrhunderts hat die Kleinstadt einen stetigen Bevölkerungszuwachs zu verzeichnen; seit Beginn des 21. Jahrhunderts profitiert die Stadt von den vergleichsweise günstigen Immobilienpreisen auf dem Lande und der guten Verkehrsanbindung zum Großraum Madrid.

## Wirtschaft
Das Umland von Torrijos war und ist im Wesentlichen landwirtschaftlich geprägt, wobei der Weinbau und Olivenbaumplantagen wichtige Rollen spielen; die Kleinstadt selbst diente als handwerkliches und merkantiles Zentrum für die umliegenden Dörfer. Inzwischen haben sich auch kleinere Betriebe des Baugewerbes, der Möbelherstellung und der Eisenverarbeitung angesiedelt.

## Geschichte

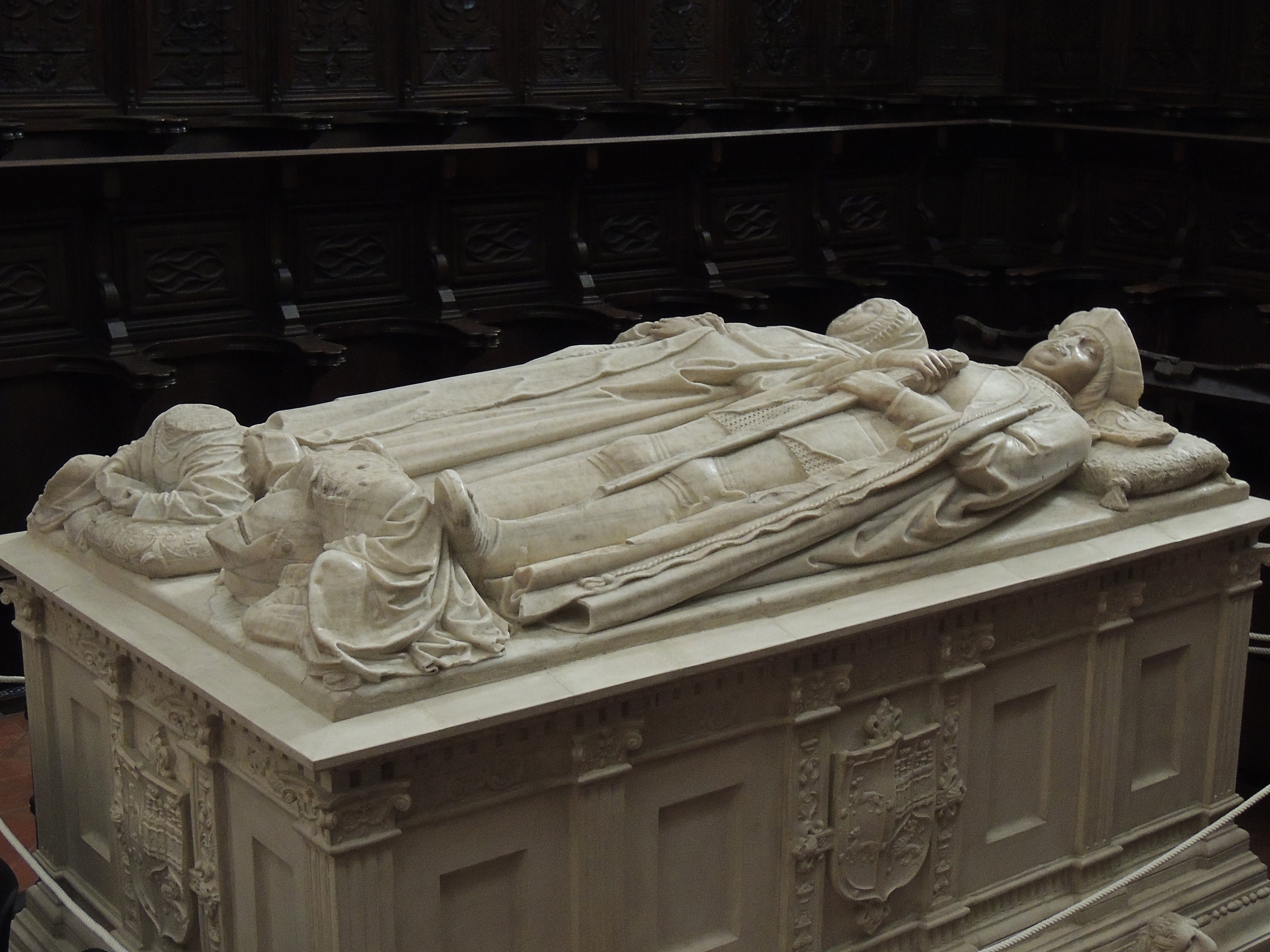
Grabmal von Don Gutierre de Cárdenas und seiner Gemahlin Doña Teresa Enríquez

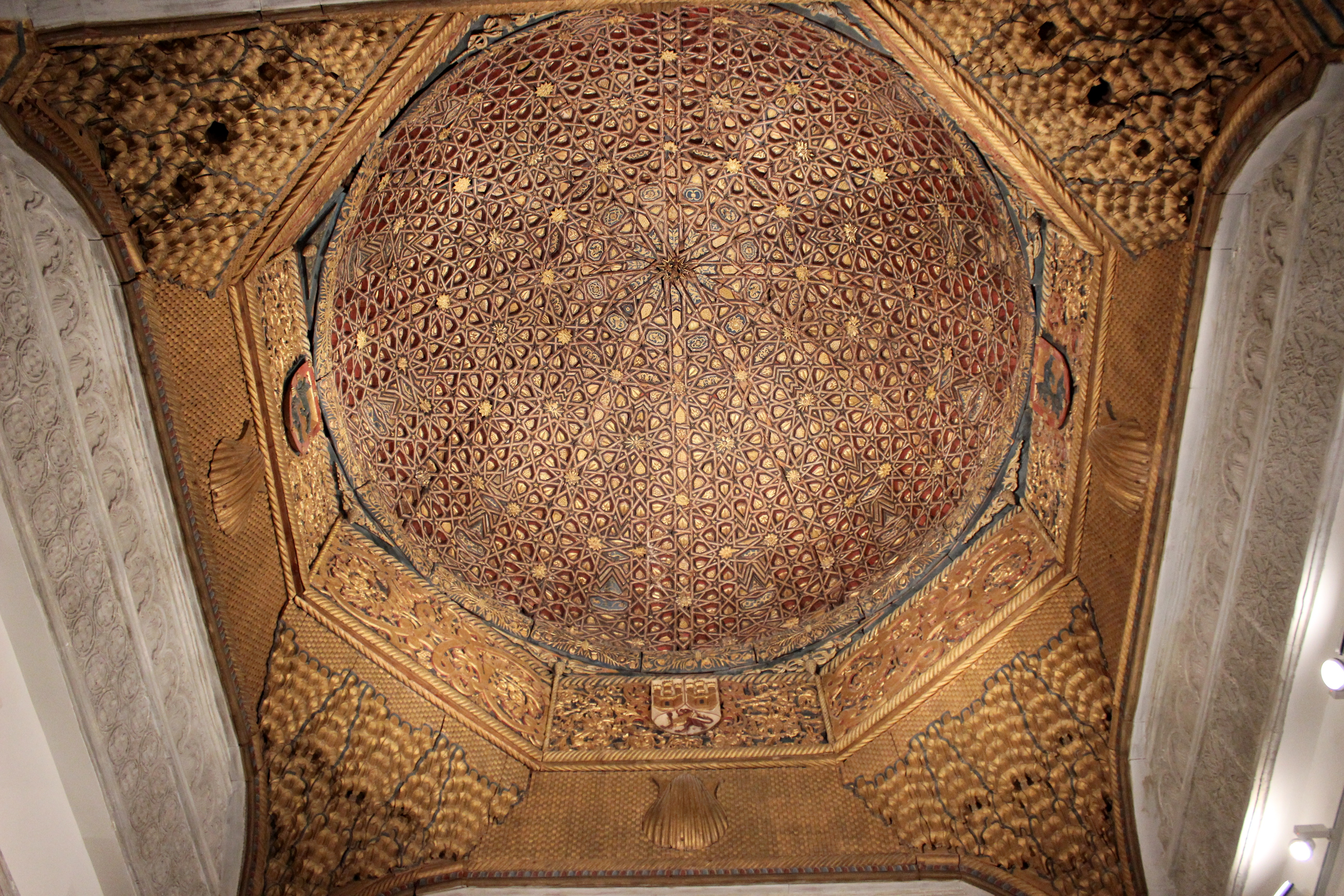
Artesonado-Kuppel aus dem Palacio de Altamira in Torrijos (heute im Museo Arqueológico Nacional de España in Madrid)

Obwohl so gut wie keine prähistorischen, keltischen, römischen, westgotischen und maurischen Funde gemacht wurden, ist die Anwesenheit von Siedlern und Soldaten in der Region wahrscheinlich. Im Jahr 1085 wurde sie von Alfons VI. zurückerobert (reconquista), jedoch kurz darauf von den berberischen Almoraviden erneut bedroht. Erst unter Alfons VII. (reg. 1126–1157) wurde die Region La Mancha um das Jahr 1130 endgültig christlich. Im 12. und 13. Jahrhundert wird der Ort unter den Namen Torrilium, Torrilios oder Torrillos mehrfach urkundlich erwähnt; nach der siegreichen Schlacht von Las Navas de Tolosa (1212) schenkte ihn König Alfons VIII. dem Erzbischof von Toledo. Der Ort nahm einen großen Aufschwung, nachdem im Jahr 1482 Gutierre de Cárdenas, ein treuer Anhänger und Ratgeber Isabellas von Kastilien die Grundherrschaft (señorio) von der Krone erwarb. Er ließ in den Folgejahren einen prachtvollen Palast (palacio) erbauen, wohingegen seine Frau Doña Teresa Enríquez nach seinem Tod (1503) den Bau der Kollegiatkirche in Auftrag gab, in welcher die Eheleute beigesetzt sind; außerdem stiftete sie ein Hospital. In der Stadt lebte eine große jüdische Gemeinschaft, die jedoch im Jahr 1609 vertrieben wurde, was einen enormen demografischen und wirtschaftlichen Einbruch zur Folge hatte.

## Sehenswürdigkeiten
- Die in den Jahren 1509 bis 1518 erbaute Kollegiatkirche (Colegiata del Santísimo Sacramento) ist ein bedeutender Bau aus der Zeit des Übergangs von der Gotik zur Renaissance; er wird von einigen Forschern dem Architekten Antón Egas zugeschrieben, der um 1500 an mehreren der bedeutendsten Bauwerke seiner Zeit beteiligt war. Während die seitlichen Strebepfeiler am Außenbau noch stark der Gotik verpflichtet sind, zeigen Portal und Glockenturm (campanario) insgesamt eher Renaissancecharakter. Im dreischiffigen Inneren der Kirche überwiegt auf den ersten Blick die Gotik (Bündelpfeiler, Sterngewölbe), doch sowohl im Aufbau, als auch in den Tafelbildern der drei Altarretabel (retablos) aus den 1560er Jahren dominiert der Renaissancecharakter. Im Binnenchor (coro) befindet sich das Doppelgrabmal mit den Liegefiguren des Stifterpaars.[5]
- Der Palacio de Don Pedro de Castilla wurde in den Jahren nach 1355 von Peter I. von Kastilien für seine Geliebte und Zweitfrau María de Padilla (1334–1361), eine der berühmtesten Frauengestalten der spanischen Geschichte, erbaut. Don Gutiérrez de Cárdenas ließ ihn Ende des 15. Jahrhunderts umbauen; seine Frau stiftete ihn dem kurz zuvor gegründeten Orden der Konzeptionistinnen. Seit dem Jahr 2001 dient er als Rathaus (ayuntamiento) der Stadt.[6]
- Der eine Grundfläche von über 8000 m² einnehmende Palacio de Altamira wurde Ende des 15. Jahrhunderts von Don Gutierre de Cárdenas und seiner Gemahlin Doña Teresa Enríquez erbaut und glanzvoll ausgestattet. Zu Beginn des 20. Jahrhunderts wurde er verkauft und abgerissen; lediglich einige Artesonado-Decken bzw. -kuppeln sind erhalten und über mehrere Museen etc. verteilt.[7]
- Die Capilla del Cristo de la Sangre wurde von Doña Teresa Enríquez zu Beginn des 16. Jahrhunderts als Annexbau zu dem von ihr gestifteten Hospital erbaut; letzteres ist nahezu zerstört.[8][9]